# Ministerio de Industria y Comercio (Paraguay)
El Ministerio de Industria y Comercio es un organismo del estado paraguayo, dependiente del Poder Ejecutivo de la nación. Su misión es promover y regular el desarrollo de la industria y el comercio en Paraguay. Actualmente el ministro es Luis Castiglioni, quien fue nombrado por el presidente Mario Abdo Benítez.